# 于宣敏
于宣敏（?—?），中国隋朝大臣。表字仲达，河南郡洛陽县人，于义之子。
于宣敏年轻时沉密，有才思。十一岁时，能赋诗。去见北周赵王宇文招，赵王命他赋诗。于宣敏作诗，很有幽远贞正之志。宇文招很惊奇，坐客无不夸赞。开始担任右侍上士，转任千牛备身。隋文帝即位，拜为奉车都尉，奉使安抚慰劳巴蜀。还京，上疏请求在蜀地这样的地区派皇子宗室镇守。
隋文帝看到后嘉赏他，对高颎说：“于氏世代有人才。”最后采纳其言，派遣蜀王杨秀镇守蜀地。于宣敏常以盛衰满覆为教训，这时古代圣贤所看重，每每心中有静默退守之意，作《述志赋》来明志。不久，在官任上去世，时年二十九岁。以他哥哥于宣道的儿子于志宁为嗣。